# Esa diva (skladba, Melody)
»Esa diva« je pesem španske pevke Melody, s katero bo zastopala Španijo na Pesmi Evrovizije 2025. Pesem je napisala skupaj z Albertom Fuentesom Loriteom, producirali pa so jo Joy Deb, Peter Boström in Thomas G:son.

## Pesem Evrovizije
Španska radiotelevizija (RTVE) je 12. novembra 2024 objavila, da je pesem »Esa diva« v izvedbi Melody ena izmed 16 tekmovalnih pesmi na Benidorm Fest 2025, nacionalnem izboru Španije za Pesem Evrovizije 2025. V polfinalu, ki je potekal 30. januarja 2025, je zasedla 2. mesto in se neposredno uvrstila v finale. V finalu, ki je potekal 1. februarja, je zmagala. Dosegla je 150 točk, devet točk več od drugo uvrščene Daniele Blasco, in s tem pridobila pravico zastopati Španijo na Pesmi Evroviziji 2025.
Tekmovanje za Pesem Evrovizije 2025 bo potekalo v St. Jakobshalle v Baslu v Švici in bo sestavljeno iz dveh polfinalov, ki bosta potekala 13. in 16. maja, ter finala 17. maja 2025. Španija je članica skupine Velikih 5 ter je samodejno uvrščena v finale tekmovanja.